# Pararge sexocullata
Pararge sexocullata är en fjärilsart som beskrevs av Marcel Caruel 1948. Pararge sexocullata ingår i släktet Pararge och familjen praktfjärilar. Inga underarter finns listade i Catalogue of Life.